# مارك بولوك
مارك بولوك (بالإنجليزية: Mark Bullock)‏ (24 أكتوبر 1872 - 22 أبريل 1925) هو لاعب كريكت بريطاني (وحمل سابقاً جنسية المملكة المتحدة لبريطانيا العظمى وأيرلندا).

## وصلات خارجية
- مارك بولوك على موقع إي آس بي آن كريك إنفو (الإنجليزية)